# Ferdinando Pignataro
Ferdinando Benito Pignataro (Taranto, 24 gennaio 1956) è un politico e sindacalista italiano, ex segretario generale CGIL Calabria.

## Biografia
Laureato in Scienze politiche, dirigente della CGIL, ne è stato dal 2000 al 2005 segretario generale in Calabria.
Alle elezioni politiche italiane del 2006 è candidato alla Camera dei deputati in Calabria nella lista del Partito dei Comunisti Italiani, al terzo posto dietro Oliviero Diliberto e Katia Bellillo, venendo eletto poiché il segretario del PDCI Diliberto opterà per un'altra circoscrizione, lasciando un posto libero per Pignataro. Conclude la propria esperienza parlamentare nel 2008.
Nel 2009, dopo il congresso del PdCI, segue la scissione di "Unire la Sinistra", che confluisce in Sinistra Ecologia Libertà. Nel 2010 entra a far parte della Commissione di garanzia nazionale di tale partito.
Il 18 dicembre 2017 è eletto segretario provinciale di Sinistra Italiana di Cosenza, venendo confermato nel ruolo dopo il congresso del maggio 2021. Il 13 gennaio 2024 a Cosenza è stato eletto segretario regionale di Sinistra Italiana.